# Яцук Петро Петрович
Петро Петрович Яцу́к (3 травня 1973, с. Тоболи Камінь-Каширського району Волинської області) — український зв'язківець, державний службовець І категорії.

## Освіта
- 1995 — Українська державна академія зв'язку ім. О. С. Попова, спеціальність — автоматичний електрозв'язок,
- 2000 — Донецька державна академія управління, спеціальність — менеджмент організацій

## Трудова діяльність
- 08.1995-07.1998 — інженер ІІ та І категорій служби міжміського телефонно-телеграфного зв'язку, начальник обласного центру управління мережами зв'язку, начальник служби оперативно-технічного управління і планування Донецького обласного підприємства електрозв'язку «Донецьктелеком», м. Донецьк;
- 07.1998-07.2003 — начальник відділу планування та розвитку мереж Донецької дирекції ВАТ «Укртелеком», м. Донецьк;
- 07.2003-09.2004 — радник Голови Правління ВАТ «Укртелеком», м. Київ;
- 09.2004-05.2008 — заступник директора, перший заступник директора Державного департаменту з питань зв'язку та інформатизації Міністерства транспорту та зв'язку України, м. Київ;
- 11.2008-04.2010 — голова Наглядової ради ЗАТ "Головинський кар'єр «Граніт», Житомирська область;
- 05.2010-02.2011 — заступник Голови, перший заступник Голови Державної служби спеціального зв'язку та захисту інформації України, м. Київ;
- 02.2011-12.2011 — Голова Національної комісії з питань регулювання зв'язку України, м. Київ[1];
- з 12.2011 — Голова ліквідаційної комісії НКРЗ, м. Київ[2];
- 12.2011-05.2014 — Голова Національної комісії, що здійснює державне регулювання у сфері зв'язку та інформатизації, м. Київ[3].

## Скандали
У березні 2012 р. запропонував ввести податок на користувачів Skype, ICQ та інших інтернет-клієнтів.

## Відзнаки
Нагороджений:
- Почесною грамотою Кабінету Міністрів України,
- Почесною відзнакою Держспецзв'язку України,
- нагрудним знаком Міністерства транспорту та зв'язку України «Почесний зв'язківець України»